# Nguyễn Thanh Nam
Nguyễn Thanh Nam (sinh ngày 2 tháng 3 năm 1958) là Trung tướng Công an nhân dân Việt Nam và chính trị gia người Việt Nam. Ông nguyên là Phó Tổng cục trưởng Phụ trách Tổng cục Chính trị Công an nhân dân Việt Nam. Ông từng là đại biểu Quốc hội Việt Nam khóa 13, thuộc đoàn đại biểu Cà Mau, Giám đốc Công an tỉnh Cà Mau.

## Tiểu sử
Ông sinh ngày 2 tháng 3 năm 1958 tại xã Tân Hưng, huyện Cái Nước, tỉnh Cà Mau, người dân tộc Kinh, không theo tôn giáo nào.
Ông gia nhập Đảng Cộng sản Việt Nam vào ngày 13/9/1982.
Ông có trình độ chính trị là Cao cấp lý luận chính trị và trình độ chuyên môn là Thạc sỹ chính trị học, Đại học An ninh, Cử nhân kinh tế, Cử nhân khoa học, Cao đẳng ngoại ngữ.
Từ 2011 đến 2016, ông là Ủy viên Ban thường vụ tỉnh ủy, Thiếu tướng, Giám đốc Công an tỉnh Cà Mau, Ủy viên Uỷ ban Đối ngoại của Quốc hội khóa XIII, làm việc ở Số 258 Nguyễn Trãi, quận 1, thành phố Hồ Chí Minh.
Từ tháng 4 năm 2014 đến tháng 11 năm 2015, ông là Thiếu tướng Công an nhân dân Việt Nam, Ủy viên Ban Thường vụ Đảng ủy Tổng cục, Phó Tổng cục trưởng Tổng cục Chính trị Công an nhân dân.
Tháng 7 năm 2016, ông là Trung tướng Công an nhân dân Việt Nam, Phó Tổng cục trưởng Tổng cục Chính trị Công an nhân dân Việt Nam.
Từ tháng 1 năm 2017 đến tháng 7 năm 2018, ông là Trung tướng Công an nhân dân Việt Nam, Phó Tổng cục trưởng phụ trách Tổng cục Chính trị Công an nhân dân Việt Nam.

## Phong tặng

### Lịch sử thụ phong quân hàm
- Thiếu tướng Công an nhân dân Việt Nam
- Trung tướng Công an nhân dân Việt Nam (2015 hoặc 2016)

### Huân huy chương
- Huân chương Bảo vệ Tổ quốc hạng Nhì (18/7/2016)[6]